# Serie A1 2006-2007 (pallanuoto maschile)
La Serie A1 2006-2007 è stata l'88ª edizione del campionato italiano maschile di pallanuoto disputato dal 1912, anno della sua prima edizione.

## Evento
La regular season è iniziata l'11 ottobre 2006 per poi terminare il 24 agosto 2007. Alla fine di essa hanno preso il via i play-off, iniziati il 1º maggio, dove le prime sei squadre della regular season si sono contese lo scudetto.
La squadra campione in carica era la ASD Pro Recco.
Tale edizione fu l'ultima con 16 squadre (la stagione successiva ridotte a 14) nonché l'ultima a svolgersi in tre fasi diverse (successivamente ridotte a due).
Furono otto le regioni rappresentate in questo torneo. La regione maggiormente rappresentata fu la Liguria (sei squadre), seguita dalla Campania, dalla Lombardia e dalla Sicilia (due squadre), Calabria, Lazio, Toscana e Veneto (una squadra).

## Squadre partecipanti
| Club              | Città         | Piscina                             |
| ----------------- | ------------- | ----------------------------------- |
| Bogliasco         | Bogliasco     | Piscina Bogliasco                   |
| Florentia         | Firenze       | Piscina Nannini                     |
| Catania           | Catania       | Piscina Nesima                      |
| Camogli           | Sori          | Piscina comunale                    |
| Chiavari          | Chiavari      | Piscina Mario Ravera                |
| Civitavecchia     | Civitavecchia | Piscina comunale, Largo Marco Galli |
| Cosenza           | Cosenza       | Piscina comunale                    |
| Bissolati Cremona | Cremona       | Piscina comunale                    |
| Leonessa          | Brescia       | Piscina Palasystema                 |
| Nervi             | Genova        | Piscina comunale                    |
| Ortigia           | Siracusa      | Piscina Paolo Caldarella            |
| Plebiscito Padova | Padova        | Piscina Plebiscito                  |
| Posillipo         | Napoli        | Piscina Felice Scandone             |
| Pro Recco         | Recco         | Piscina Punta Sant'Anna             |
| CN Salerno        | Salerno       | Piscina San Vitale                  |
| Savona            | Savona        | Piscina Luceto                      |

## Prima fase

### Girone 1
|  |    | Classifica 2006-2007 | Pti | G  | V  | N | P  | GF  | GS  | DR   |
|  | -- | -------------------- | --- | -- | -- | - | -- | --- | --- | ---- |
|  | 1. | Pro Recco            | 39  | 14 | 13 | 0 | 1  | 212 | 99  | +113 |
|  | 2. | Leonessa             | 36  | 14 | 12 | 0 | 2  | 169 | 104 | +65  |
|  | 3. | Bissolati Cremona    | 29  | 14 | 9  | 2 | 3  | 161 | 118 | +43  |
|  | 4. | Nervi                | 18  | 14 | 5  | 3 | 6  | 119 | 144 | -25  |
|  | 5. | Bogliasco            | 15  | 14 | 5  | 0 | 9  | 115 | 151 | -36  |
|  | 6. | CN Salerno           | 12  | 14 | 3  | 3 | 8  | 113 | 156 | -43  |
|  | 7. | Plebiscito Padova    | 8   | 14 | 2  | 2 | 10 | 102 | 158 | -56  |
|  | 8. | Civitavecchia        | 6   | 14 | 2  | 0 | 12 | 107 | 167 | -60  |

| andata | 1ª giornata               | ritorno |
| 18-5   | Pro Recco - Civitavecchia | 17-6    |
| 8-8    | Salerno - Padova          | 9-8     |
| 4-9    | Bogliasco - Cremona       | 8-14    |
| 6-13   | Nervi - Leonessa          | 9-12    |

| andata | 4ª giornata            | ritorno |
| 16-5   | Pro Recco - Nervi      | 13-6    |
| 9-9    | Salerno - Cremona      | 9-14    |
| 10-12  | Bogliasco - Leonessa   | 10-20   |
| 8-5    | Civitavecchia - Padova | 7-8     |

| andata | 7ª giornata           | ritorno |
| 12-10  | Nervi - Civitavecchia | 9-8     |
| 8-9    | Leonessa - Cremona    | 8-7     |
| 6-10   | Salerno - Bogliasco   | 7-9     |
| 9-20   | Padova - Pro Recco    | 8-19    |

| andata | 2ª giornata               | ritorno |
| 17-5   | Leonessa - Salerno        | 12-6    |
| 5-7    | Cremona - Pro Recco       | 11-14   |
| 9-9    | Padova - Nervi            | 7-8     |
| 9-5    | Civitavecchia - Bogliasco | 9-11    |

| andata | 5ª giornata             | ritorno |
| 6-5    | Nervi - Bogliasco       | 8-9     |
| 13-8   | Salerno - Civitavecchia | 7-6     |
| 11-9   | Leonessa - Pro Recco    | 4-12    |
| 8-11   | Padova - Cremona        | 6-19    |

| andata | 3ª giornata             | ritorno |
| 17-10  | Pro Recco - Bogliasco   | 17-5    |
| 11-11  | Nervi - Salerno         | 12-9    |
| 5-13   | Padova - Leonessa       | 4-8     |
| 16-11  | Cremona - Civitavecchia | 15-8    |

| andata | 6ª giornata              | ritorno |
| 9-5    | Bogliasco - Padova       | 10-12   |
| 6-18   | Civitavecchia - Leonessa | 6-13    |
| 19-7   | Pro Recco - Salerno      | 14-7    |
| 11-7   | Cremona - Nervi          | 11-11   |

### Girone 2
|  |    | Classifica 2006-2007 | Pti | G  | V  | N | P  | GF  | GS  | DR  |
|  | -- | -------------------- | --- | -- | -- | - | -- | --- | --- | --- |
|  | 1. | Posillipo            | 40  | 14 | 13 | 1 | 0  | 203 | 104 | +99 |
|  | 2. | Savona               | 35  | 14 | 11 | 2 | 1  | 175 | 95  | +80 |
|  | 3. | Florentia            | 29  | 14 | 9  | 2 | 3  | 154 | 131 | +23 |
|  | 4. | Chiavari             | 17  | 14 | 5  | 2 | 7  | 123 | 142 | -19 |
|  | 5. | Catania              | 14  | 14 | 4  | 2 | 8  | 117 | 147 | -30 |
|  | 6. | Ortigia              | 13  | 14 | 4  | 1 | 9  | 111 | 153 | -42 |
|  | 7. | Camogli              | 11  | 14 | 3  | 2 | 9  | 106 | 142 | -36 |
|  | 8. | Cosenza              | 3   | 14 | 1  | 0 | 13 | 109 | 184 | -75 |

| andata | 1ª giornata          | ritorno |
| 8-11   | Catania - Savona     | 7-10    |
| 9-10   | Camogli - Ortigia    | 10-10   |
| 6-6    | Florentia - Chiavari | 10-9    |
| 12-4   | Posillipo - Cosenza  | 19-8    |

| andata | 4ª giornata         | ritorno |
| 11-8   | Camogli - Cosenza   | 11-12   |
| 9-9    | Posillipo - Savona  | 9-6     |
| 9-6    | Chiavari - Ortigia  | 6-8     |
| 12-8   | Florentia - Catania | 11-8    |

| andata | 7ª giornata         | ritorno |
| 4-19   | Camogli - Posillipo | 6-14    |
| 10-10  | Catania - Chiavari  | 8-16    |
| 13-6   | Savona - Cosenza    | 17-9    |
| 10-11  | Ortigia - Florentia | 8-16    |

| andata | 2ª giornata          | ritorno |
| 9-12   | Cosenza - Florentia  | 9-21    |
| 15-5   | Savona - Camogli     | 11-6    |
| 8-11   | Ortigia - Catania    | 7-9     |
| 7-11   | Chiavari - Posillipo | 10-20   |

| andata | 5ª giornata         | ritorno |
| 6-12   | Catania - Posillipo | 10-17   |
| 10-8   | Camogli - Chiavari  | 7-9     |
| 12-7   | Savona - Florentia  | 10-10   |
| 11-6   | Ortigia - Cosenza   | 12-9    |

| andata | 3ª giornata           | ritorno |
| 4-10   | Catania - Camogli     | 4-4     |
| 9-16   | Florentia - Posillipo | 11-13   |
| 5-10   | Cosenza - Chiavari    | 5-11    |
| 5-11   | Ortigia - Savona      | 2-15    |

| andata | 6ª giornata         | ritorno |
| 4-15   | Chiavari - Savona   | 8-20    |
| 9-12   | Cosenza - Catania   | 10-12   |
| 9-5    | Florentia - Camogli | 9-8     |
| 15-5   | Posillipo - Ortigia | 16-9    |

## Seconda fase
Le 16 squadre tutte vengono inquadrate in due ulteriori gironi da 8 squadre ciascuno. 1ª, 3ª, 5ª e 7ª del Girone 1 della prima fase giocano contro 2ª, 4ª, 6ª e 8ª del Girone 2, e viceversa. I punti maturati nella prima fase vengono mantenuti e sommati a quelli ottenuti nella seconda fase.

### Girone 1
|  |    | Classifica 2006-2007 | Pti | G  | V  | N | P  | GF  | GS  | DR   |
|  | -- | -------------------- | --- | -- | -- | - | -- | --- | --- | ---- |
|  | 1. | Pro Recco            | 61  | 22 | 20 | 1 | 1  | 338 | 165 | +173 |
|  | 2. | Savona               | 48  | 22 | 15 | 3 | 4  | 273 | 169 | +104 |
|  | 3. | Bissolati Cremona    | 47  | 22 | 15 | 2 | 5  | 172 | 178 | -6   |
|  | 4. | Bogliasco            | 32  | 22 | 10 | 2 | 10 | 189 | 226 | -37  |
|  | 5. | Plebiscito Padova    | 23  | 22 | 7  | 2 | 13 | 178 | 237 | -59  |
|  | 6. | Chiavari             | 21  | 22 | 6  | 3 | 13 | 123 | 142 | 0    |
|  | 7. | Ortigia              | 17  | 22 | 5  | 2 | 15 | 111 | 153 | 0    |
|  | 8. | Cosenza              | 3   | 22 | 1  | 0 | 19 | 182 | 299 | -117 |

| andata | 1ª giornata          | ritorno |
| 18-9   | Pro Recco - Cosenza  | 21-6    |
| 7-16   | Padova - Savona      | 5-11    |
| 19-4   | Cremona - Ortigia    | 6-8     |
| 8-6    | Bogliasco - Chiavari | 8-8     |

| andata | 4ª giornata         | ritorno |
| 13-13  | Savona - Pro Recco  | 9-10    |
| 8-10   | Cosenza - Padova    | 6-12    |
| 8-8    | Ortigia - Bogliasco | 8-11    |
| 12-13  | Chiavari - Cremona  | 8-9     |

| andata | 2ª giornata         | ritorno |
| 5-15   | Ortigia - Pro Recco | 7-17    |
| 2-16   | Cosenza - Cremona   | 10-18   |
| 11-7   | Chiavari - Padova   | 11-13   |
| 20-5   | Savona - Bogliasco  | 13-14   |

| andata | 3ª giornata          | ritorno |
| 14-7   | Pro Recco - Chiavari | 18-10   |
| 7-8    | Cremona - Savona     | 13-8    |
| 10-7   | Bogliasco - Cosenza  | 10-5    |
| 14-10  | Padova - Ortigia     | 9-6     |

### Girone 2
|  |    | Classifica 2006-2007 | Pti | G  | V  | N | P  | GF  | GS  | DR   |
|  | -- | -------------------- | --- | -- | -- | - | -- | --- | --- | ---- |
|  | 1. | Posillipo            | 64  | 22 | 21 | 1 | 0  | 307 | 161 | +146 |
|  | 2. | Leonessa             | 54  | 22 | 18 | 0 | 4  | 264 | 169 | +95  |
|  | 3. | Florentia            | 41  | 22 | 13 | 2 | 7  | 257 | 231 | +26  |
|  | 4. | Nervi                | 30  | 22 | 9  | 3 | 10 | 203 | 223 | -20  |
|  | 5. | Catania              | 26  | 22 | 8  | 2 | 12 | 186 | 218 | -32  |
|  | 6. | CN Salerno           | 21  | 22 | 6  | 3 | 13 | 186 | 250 | -64  |
|  | 7. | Camogli              | 16  | 22 | 4  | 4 | 14 | 169 | 232 | -63  |
|  | 8. | Civitavecchia        | 8   | 22 | 2  | 2 | 18 | 173 | 268 | -95  |

| andata | 1ª giornata               | ritorno |
| 15-13  | Florentia - Salerno       | 11-12   |
| 16-6   | Posillipo - Civitavecchia | 15-4    |
| 14-10  | Nervi - Catania           | 8-10    |
| 18-7   | Leonessa - Camogli        | 19-8    |

| andata | 4ª giornata             | ritorno |
| 8-10   | Leonessa - Posillipo    | 7-9     |
| 17-16  | Nervi - Florentia       | 13-14   |
| 5-6    | Salerno - Catania       | 8-7     |
| 7-7    | Camogli - Civitavecchia | 11-11   |

| andata | 2ª giornata               | ritorno |
| 9-16   | Salerno - Posillipo       | 8-19    |
| 11-14  | Civitavecchia - Florentia | 12-16   |
| 13-7   | Leonessa - Catania        | 8-7     |
| 6-8    | Camogli - Nervi           | 4-9     |

| andata | 3ª giornata             | ritorno |
| 9-7    | Posillipo - Nervi       | 10-8    |
| 9-12   | Florentia - Leonessa    | 8-10    |
| 10-6   | Catania - Civitavecchia | 12-9    |
| 7-10   | Salerno - Camogli       | 11-10   |

## Play-off

### Quarti di finale
| Savona - Florentia 2-0 |                    |      |  |
|                        |                    |      |  |
| 1-5                    | Savona - Florentia | 10-9 |  |
| 5-4                    | Florentia - Savona | 9-13 |  |

| Leonessa - Cremona 2-1 |                    |       |  |
|                        |                    |       |  |
| 2-5                    | Leonessa - Cremona | 13-7  |  |
| 5-5                    | Cremona - Leonessa | 13-12 |  |
| 14-5                   | Leonessa - Cremona | 11-7  |  |

### Semifinali
| Posillipo - Savona 2-0 |                    |      |  |
|                        |                    |      |  |
| 19-5                   | Posillipo - Savona | 11-6 |  |
| 27-5                   | Savona - Posillipo | 9-10 |  |

| Pro Recco - Leonessa 2-0 |                      |       |  |
|                          |                      |       |  |
| 19-5                     | Pro Recco - Leonessa | 14-7  |  |
| 26-5                     | Leonessa - Pro Recco | 11-13 |  |

### Finale Scudetto
| Napoli 1º giugno 2007, ore 19.30 | Posillipo                     | 13 – 17 | Pro Recco | Piscina Felice Scandone (1500 spett.)\| Arbitro: \| Sig. Caputi - Sig. Carannante \| |
| Arbitro:                         | Sig. Caputi - Sig. Carannante |         |           |                                                                                      |

| Recco 5 giugno 2007, ore 19.00 | Pro Recco                    | 11 – 12 | Posillipo | Piscina Punta Sant'Anna (1000 spett.)\| Arbitro: \| Sig. Bianchi - Sig. Paoletti \| |
| Arbitro:                       | Sig. Bianchi - Sig. Paoletti |         |           |                                                                                     |

| Napoli 8 giugno 2007, ore 19.00 | Posillipo                  | 10 – 12 | Pro Recco | Piscina Felice Scandone (3000 spett.)\| Arbitro: \| Sig. De Meo - Sig. Taccini \| |
| Arbitro:                        | Sig. De Meo - Sig. Taccini |         |           |                                                                                   |

| Recco 13 giugno 2007, ore 19.00 | Pro Recco                         | 10 – 4 | Posillipo | Piscina Punta Sant'Anna (2000 spett.)\| Arbitro: \| Sig. Collantoni - Sig. Riccitelli \| |
| Arbitro:                        | Sig. Collantoni - Sig. Riccitelli |        |           |                                                                                          |

## Play-out
| Salerno - Ortigia 2-0 |                   |      |  |
|                       |                   |      |  |
| 5-5                   | Salerno - Ortigia | 12-6 |  |
| 12-5                  | Ortigia - Salerno | 7-10 |  |

| Chiavari - Camogli 2-1 |                    |     |  |
|                        |                    |     |  |
| 5-5                    | Chiavari - Camogli | 9-8 |  |
| 12-5                   | Camogli - Chiavari | 6-5 |  |
| 16-5                   | Chiavari - Camogli | 8-6 |  |

## Finale 7º-8º posto
| Bogliasco - Nervi 2-0 |                   |      |  |
|                       |                   |      |  |
| 5-5                   | Bogliasco - Nervi | 9-8  |  |
| 12-5                  | Nervi - Bogliasco | 10-8 |  |

- Nervi vince con un totale di 18-17.

## Finale 9º-10º posto
| Catania - Padova 2-0 |                  |       |  |
|                      |                  |       |  |
| 5-5                  | Catania - Padova | 13-8  |  |
| 12-5                 | Padova - Catania | 10-15 |  |

- Catania vince con un totale di 28-18.

## Verdetti
- Pro Recco: Campione d'Italia.
- Pro Recco, Circolo Nautico Posillipo e Leonessa Brescia: qualificate alla Eurolega 2007-2008
- : Rari Nantes Savona e Bissolati Cremona: qualificate alla Coppa LEN 2007-2008
- Ortigia Siracusa, Rari Nantes Camogli, Civitavecchia e Cosenza: retrocesse in Serie A2

## Classifica marcatori
|  | Gol | Marcatore             | Squadra           |
|  | --- | --------------------- | ----------------- |
|  | 74  | Vanja Udovičić        | Posillipo         |
|  | 65  | Anthony Azevedo       | Bissolati Cremona |
|  | 58  | Tamás Kásás           | Pro Recco         |
|  | 57  | Nikola Janović        | Posillipo         |
|  | 54  | Yugoslav Vasović      | Florentia         |
|  | 53  | Tamás Varga           | Chiavari          |
|  |     | Mirko Vičević         | Savona            |
|  | 43  | Francesco Postiglione | Posillipo         |
|  | 42  | Norbert Madaras       | Pro Recco         |
|  | 40  | Peter Varellas        | Savona            |